# الدوري البرازيلي الدرجة الثانية 1971
الدوري البرازيلي الدرجة الثانية 1971 هو الموسم 1 من الدوري البرازيلي الدرجة الثانية. أشرف على تنظيمه اتحاد البرازيل لكرة القدم، وكان عدد الأندية المشاركة فيه 23، وفاز فيه فيلا نوفا أتليتيكو ‏.